# Sidemia pallida
Sidemia pallida är en fjärilsart som beskrevs av Tutt 1891. Sidemia pallida ingår i släktet Sidemia och familjen nattflyn. Inga underarter finns listade i Catalogue of Life.